# 귀납의 문제
귀납의 문제는 고전적인 철학적 의미에서 이해되는 지식의 증가, 즉 단순한 관찰의 집합에서 벗어난 지식의 증가에 대한 정당성이 무엇인지에 대한 철학적인 질문이다. 이는 다음 과정에 대한 정당화가 부족함을 보여준다.
1. 해당 집합의 특정 객체에 대한 몇 가지 관찰을 기반으로 객체 집합의 속성에 대해 일반화 또는
2. 미래의 일련의 사건이 항상 과거와 같이 발생할 것이라고 전제하는 것.[1]

전통적인 귀납주의 견해는 일상 생활에서 또는 과학적 방법을 통해 주장 된 모든 경험적 법칙이 어떤 형태의 추론을 통해 정당화 될 수 있다는 것이. 문제는 많은 철학자들이 그러한 정당성을 찾으려고 했지만 그들의 제안이 다른 사람들에게 받아 들여지지 않았다는 것이다. C. D. 브로드는 귀납은 과학의 영광이자 철학의 스캔들이라고 말했다. 대조적으로, 칼 포퍼의 비판적 합리주의는 귀납적 정당화가 과학에서 결코 사용되지 않는다고 주장하고 대신 과학이 가설을 추측하고 결과를 연역적으로 계산 한 다음 경험적으로 반증하려고 시도하는 절차에 기반을 두고 있다고 제안했다.
귀납의 문제는 데이비드 흄에 의해 제시되었지만, 피론주의 학파의 헬레니즘 철학 및 차르바카 학파의 인도 철학 또한 이와 비슷한 문제에 관심을 기울였다.

## 문제의 공식화
귀납적 추론에서, 사람들은 일련의 관찰을 하고 그것들을 바탕으로 새로운 주장을 추론한다. 예를 들어, 한 여성이 월요일 오전 8시에 그녀의 개를 산책시킨다는 일련의 관찰을 통해, 그녀가 다음 주 월요일에도 같은 행동을 할 것이라는 것을 추론하는 것이 타당해 보인다. 다음 주 월요일 그 여자가 시장을 거니는 것은 단지 일련의 관찰에 덧붙여 그녀가 매주 월요일 시장을 거닐 것이라는 것을 증명하지는 못한다. 우선, 관측 횟수와 상관없이, 여성이 월요일 아침 8시에 항상 시장을 거닐고 있는 것은 확실치 않다. 사실, 데이비드 흄은 과거가 미래를 예측한다는 가정이 여전히 필요하기 때문에, 우리는 그것이 "더 가능성 있는" 것이라고 주장할 수 없다고 주장할 것이다.
둘째, 관찰 자체는 귀납적이지 않은 방법으로 귀납적 추론의 타당성을 확립하지 못한다.

### 넬슨 굿맨의 귀납의 새로운 수수께끼
넬슨 굿맨은 "귀납의 새로운 수수께끼"에서 귀납의 문제에 대한 다른 설명을 제시했다. 굿맨은 새로운 술어 "초랑"를 제안했다. 어떤 것은 그것이 특정한 시간 t 이전에 초록색으로 관찰된 적이 있거나 또는 과학적인 일반적인 가설에 따라 관찰된 경우에만 진실한 것이고, 그 시간 이후에 관찰된 경우 파랑의 색이다. 귀납의 "새로운" 문제는, 우리가 지금까지 보아온 모든 에메랄드들이 초록색과 초랑색이기 때문에, 왜 우리는 시간이 지나면 초록색 에메랄드를 찾을 수 있을 것이라고 생각하는가? 여기서 제기된 문제는 동일한 조건에서 두 가지의 서로 다른 유인이 진실과 거짓이 될 것이라는 것이다. 다시 말하면:
- 많은 초록색 에메랄드의 관찰을 감안할 때 공통 언어를 사용하는 사람은 모든 에메랄드가 초록색이라고 귀납적으로 추론할 것이다. (그러므로 그는 시간 t 이후에도 그가 발견 할 에메랄드가 초록색일 것이라고 믿는다).
- 초록색 에메랄드에 대한 동일한 관찰 자료가 주어지면 술어 "초랑"를 사용하는 사람은 지금까지 초록색 에메랄드만 관찰 했음에도 불구하고 t 이후에 관찰 될 모든 에메랄드가 파랑의 색일 것이라고 귀납적으로 추론한다.

굿맨은 우리가 파란색과 초록색의 관점에서 초랑을 정의했기 때문에 술어 "초랑"이 술어 "초록"보다 더 복잡해 보인다고 지적한다. 굿맨은 어떤 과학적인 가설을 선호하느냐는 우리 언어에 달려 있다고 하였다.